# Socha (architektura)

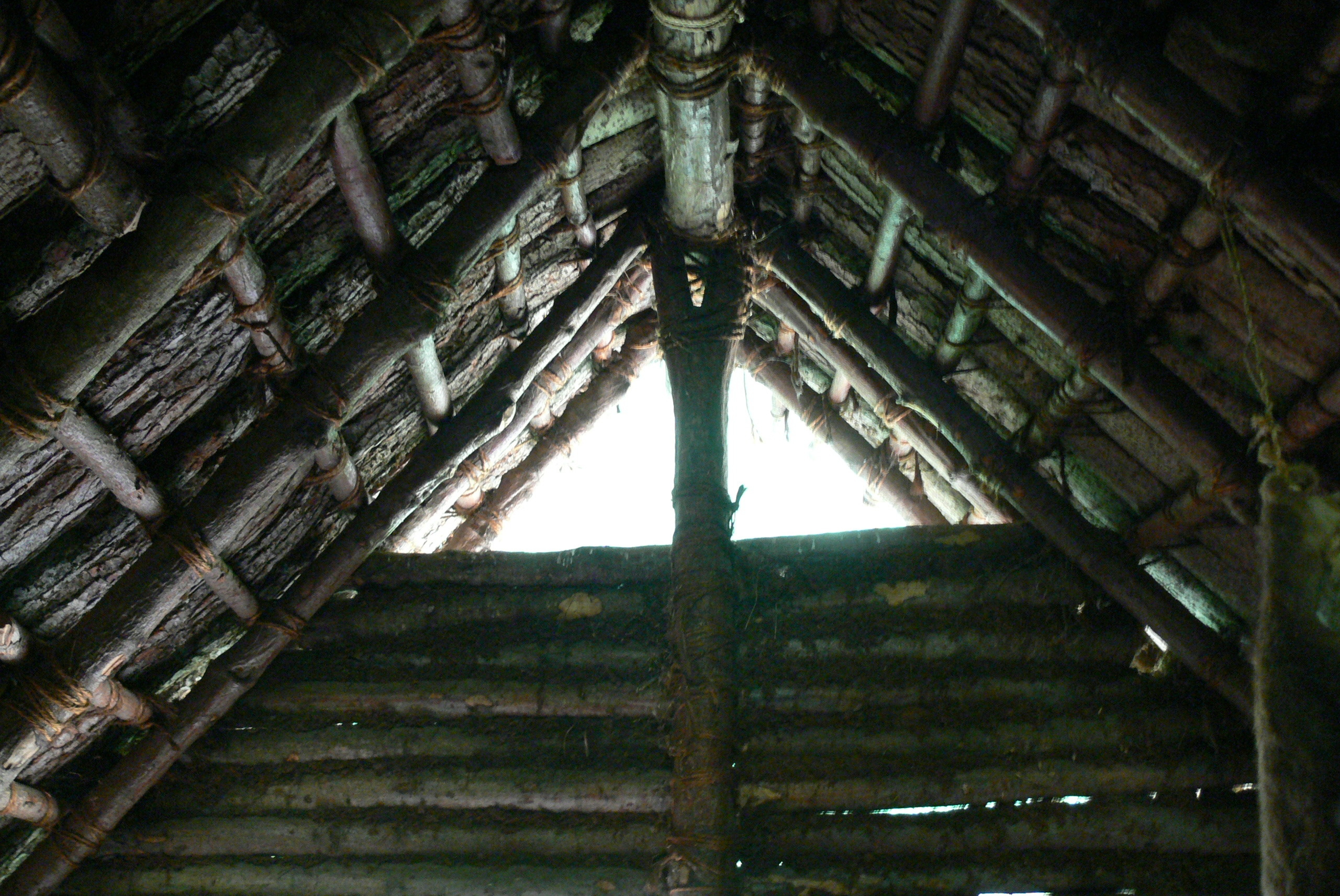
Socha podpierająca konstrukcję dachu

Socha – drewniany słup rozwidlony u góry. Służył jako podparcie dachu o konstrukcji sochowej. 
- sochy szczytowe – wkopywano w ziemię i montowano w płaszczyznach szczytu[1];
- półsochy – montowano wewnątrz budynku na poddaszu[1].